# Unicodeblock Sundanesisch
Der Unicodeblock Sundanesisch (engl. Sundanese, U+1B80 bis U+1BBF) enthält die Schriftzeichen der Sundanesischen Schrift Aksara Sunda, die von den Sundanesen zur Notation der sundanesischen Sprache verwendet wird.

## Liste
| Unicodenummer | Zeichen (400 %) | Kategorie                               | Bidirektionale Klasse       | Offizielle Bezeichnung               | Beschreibung                                |
| ------------- | --------------- | --------------------------------------- | --------------------------- | ------------------------------------ | ------------------------------------------- |
| U+1B80 (7040) | ᮀ◌               | Markierung ohne Extrabreite             | Markierung ohne Extrabreite | SUNDANESE SIGN PANYECEK              | Sundanesisches Zeichen Panyecek             |
| U+1B81 (7041) | ᮁ◌               | Markierung ohne Extrabreite             | Markierung ohne Extrabreite | SUNDANESE SIGN PANGLAYAR             | Sundanesisches Zeichen Panglyayar           |
| U+1B82 (7042) | ᮂ◌               | Markierung mit Extrabreite              | links nach rechts           | SUNDANESE SIGN PANGWISAD             | Sundanesisches Zeichen Pangwisad            |
| U+1B83 (7043) | ᮃ               | anderer Buchstabe, Silbe oder Ideogramm | links nach rechts           | SUNDANESE LETTER A                   | Sundanesischer Buchstabe A                  |
| U+1B84 (7044) | ᮄ               | anderer Buchstabe, Silbe oder Ideogramm | links nach rechts           | SUNDANESE LETTER I                   | Sundanesischer Buchstabe I                  |
| U+1B85 (7045) | ᮅ               | anderer Buchstabe, Silbe oder Ideogramm | links nach rechts           | SUNDANESE LETTER U                   | Sundanesischer Buchstabe U                  |
| U+1B86 (7046) | ᮆ               | anderer Buchstabe, Silbe oder Ideogramm | links nach rechts           | SUNDANESE LETTER AE                  | Sundanesischer Buchstabe Ae                 |
| U+1B87 (7047) | ᮇ               | anderer Buchstabe, Silbe oder Ideogramm | links nach rechts           | SUNDANESE LETTER O                   | Sundanesischer Buchstabe O                  |
| U+1B88 (7048) | ᮈ               | anderer Buchstabe, Silbe oder Ideogramm | links nach rechts           | SUNDANESE LETTER E                   | Sundanesischer Buchstabe E                  |
| U+1B89 (7049) | ᮉ               | anderer Buchstabe, Silbe oder Ideogramm | links nach rechts           | SUNDANESE LETTER EU                  | Sundanesischer Buchstabe Eu                 |
| U+1B8A (7050) | ᮊ               | anderer Buchstabe, Silbe oder Ideogramm | links nach rechts           | SUNDANESE LETTER KA                  | Sundanesischer Buchstabe Ka                 |
| U+1B8B (7051) | ᮋ               | anderer Buchstabe, Silbe oder Ideogramm | links nach rechts           | SUNDANESE LETTER QA                  | Sundanesischer Buchstabe Qa                 |
| U+1B8C (7052) | ᮌ               | anderer Buchstabe, Silbe oder Ideogramm | links nach rechts           | SUNDANESE LETTER GA                  | Sundanesischer Buchstabe Ga                 |
| U+1B8D (7053) | ᮍ               | anderer Buchstabe, Silbe oder Ideogramm | links nach rechts           | SUNDANESE LETTER NGA                 | Sundanesischer Buchstabe Nga                |
| U+1B8E (7054) | ᮎ               | anderer Buchstabe, Silbe oder Ideogramm | links nach rechts           | SUNDANESE LETTER CA                  | Sundanesischer Buchstabe Ca                 |
| U+1B8F (7055) | ᮏ               | anderer Buchstabe, Silbe oder Ideogramm | links nach rechts           | SUNDANESE LETTER JA                  | Sundanesischer Buchstabe Ja                 |
| U+1B90 (7056) | ᮐ               | anderer Buchstabe, Silbe oder Ideogramm | links nach rechts           | SUNDANESE LETTER ZA                  | Sundanesischer Buchstabe Za                 |
| U+1B91 (7057) | ᮑ               | anderer Buchstabe, Silbe oder Ideogramm | links nach rechts           | SUNDANESE LETTER NYA                 | Sundanesischer Buchstabe Nya                |
| U+1B92 (7058) | ᮒ               | anderer Buchstabe, Silbe oder Ideogramm | links nach rechts           | SUNDANESE LETTER TA                  | Sundanesischer Buchstabe Ta                 |
| U+1B93 (7059) | ᮓ               | anderer Buchstabe, Silbe oder Ideogramm | links nach rechts           | SUNDANESE LETTER DA                  | Sundanesischer Buchstabe Da                 |
| U+1B94 (7060) | ᮔ               | anderer Buchstabe, Silbe oder Ideogramm | links nach rechts           | SUNDANESE LETTER NA                  | Sundanesischer Buchstabe Na                 |
| U+1B95 (7061) | ᮕ               | anderer Buchstabe, Silbe oder Ideogramm | links nach rechts           | SUNDANESE LETTER PA                  | Sundanesischer Buchstabe Pa                 |
| U+1B96 (7062) | ᮖ               | anderer Buchstabe, Silbe oder Ideogramm | links nach rechts           | SUNDANESE LETTER FA                  | Sundanesischer Buchstabe Fa                 |
| U+1B97 (7063) | ᮗ               | anderer Buchstabe, Silbe oder Ideogramm | links nach rechts           | SUNDANESE LETTER VA                  | Sundanesischer Buchstabe Va                 |
| U+1B98 (7064) | ᮘ               | anderer Buchstabe, Silbe oder Ideogramm | links nach rechts           | SUNDANESE LETTER BA                  | Sundanesischer Buchstabe Ba                 |
| U+1B99 (7065) | ᮙ               | anderer Buchstabe, Silbe oder Ideogramm | links nach rechts           | SUNDANESE LETTER MA                  | Sundanesischer Buchstabe Ma                 |
| U+1B9A (7066) | ᮚ               | anderer Buchstabe, Silbe oder Ideogramm | links nach rechts           | SUNDANESE LETTER YA                  | Sundanesischer Buchstabe Ya                 |
| U+1B9B (7067) | ᮛ               | anderer Buchstabe, Silbe oder Ideogramm | links nach rechts           | SUNDANESE LETTER RA                  | Sundanesischer Buchstabe Ra                 |
| U+1B9C (7068) | ᮜ               | anderer Buchstabe, Silbe oder Ideogramm | links nach rechts           | SUNDANESE LETTER LA                  | Sundanesischer Buchstabe La                 |
| U+1B9D (7069) | ᮝ               | anderer Buchstabe, Silbe oder Ideogramm | links nach rechts           | SUNDANESE LETTER WA                  | Sundanesischer Buchstabe Wa                 |
| U+1B9E (7070) | ᮞ               | anderer Buchstabe, Silbe oder Ideogramm | links nach rechts           | SUNDANESE LETTER SA                  | Sundanesischer Buchstabe Sa                 |
| U+1B9F (7071) | ᮟ               | anderer Buchstabe, Silbe oder Ideogramm | links nach rechts           | SUNDANESE LETTER XA                  | Sundanesischer Buchstabe Xa                 |
| U+1BA0 (7072) | ᮠ               | anderer Buchstabe, Silbe oder Ideogramm | links nach rechts           | SUNDANESE LETTER HA                  | Sundanesischer Buchstabe Ha                 |
| U+1BA1 (7073) | ᮡ                | Markierung mit Extrabreite              | links nach rechts           | SUNDANESE CONSONANT SIGN PAMINGKAL   | Sundanesisches Konsonantenzeichen Pamingkal |
| U+1BA2 (7074) | ᮢ                | Markierung ohne Extrabreite             | Markierung ohne Extrabreite | SUNDANESE CONSONANT SIGN PANYAKRA    | Sundanesisches Konsonantenzeichen Panyakra  |
| U+1BA3 (7075) | ᮣ                | Markierung ohne Extrabreite             | Markierung ohne Extrabreite | SUNDANESE CONSONANT SIGN PANYIKU     | Sundanesisches Konsonantenzeichen Panyiku   |
| U+1BA4 (7076) | ᮤ                | Markierung ohne Extrabreite             | Markierung ohne Extrabreite | SUNDANESE VOWEL SIGN PANGHULU        | Sundanesisches Vokalzeichen Panghulu        |
| U+1BA5 (7077) | ᮥ                | Markierung ohne Extrabreite             | Markierung ohne Extrabreite | SUNDANESE VOWEL SIGN PANYUKU         | Sundanesisches Vokalzeichen Panyuku         |
| U+1BA6 (7078) | ᮦ                | Markierung mit Extrabreite              | links nach rechts           | SUNDANESE VOWEL SIGN PANAELAENG      | Sundanesisches Vokalzeichen Panaelaeng      |
| U+1BA7 (7079) | ᮧ                | Markierung mit Extrabreite              | links nach rechts           | SUNDANESE VOWEL SIGN PANOLONG        | Sundanesisches Vokalzeichen Panolong        |
| U+1BA8 (7080) | ᮨ                | Markierung ohne Extrabreite             | Markierung ohne Extrabreite | SUNDANESE VOWEL SIGN PAMEPET         | Sundanesisches Vokalzeichen Pamepet         |
| U+1BA9 (7081) | ᮩ                | Markierung ohne Extrabreite             | Markierung ohne Extrabreite | SUNDANESE VOWEL SIGN PANEULEUNG      | Sundanesisches Vokalzeichen Paneuleung      |
| U+1BAA (7082) | ᮪                | Markierung mit Extrabreite              | links nach rechts           | SUNDANESE SIGN PAMAAEH               | Sundanesisches Zeichen Pamaaeh              |
| U+1BAB (7083) | ᮫                | Markierung ohne Extrabreite             | Markierung ohne Extrabreite | SUNDANESE SIGN VIRAMA                | Sundanesisches Zeichen Virama               |
| U+1BAC (7084) | ᮬ                | Markierung ohne Extrabreite             | Markierung ohne Extrabreite | SUNDANESE CONSONANT SIGN PASANGAN MA | Sundanesisches Zeichen tiefgestelltes Ma    |
| U+1BAD (7085) | ᮭ                | Markierung ohne Extrabreite             | Markierung ohne Extrabreite | SUNDANESE CONSONANT SIGN PASANGAN WA | Sundanesisches Zeichen tiefgestelltes Wa    |
| U+1BAE (7086) | ᮮ               | anderer Buchstabe, Silbe oder Ideogramm | links nach rechts           | SUNDANESE LETTER KHA                 | Sundanesischer Buchstabe Kha                |
| U+1BAF (7087) | ᮯ               | anderer Buchstabe, Silbe oder Ideogramm | links nach rechts           | SUNDANESE LETTER SYA                 | Sundanesischer Buchstabe Sya                |
| U+1BB0 (7088) | ᮰               | Dezimalziffer                           | links nach rechts           | SUNDANESE DIGIT ZERO                 | Sundanesische Ziffer Null                   |
| U+1BB1 (7089) | ᮱               | Dezimalziffer                           | links nach rechts           | SUNDANESE DIGIT ONE                  | Sundanesische Ziffer Eins                   |
| U+1BB2 (7090) | ᮲               | Dezimalziffer                           | links nach rechts           | SUNDANESE DIGIT TWO                  | Sundanesische Ziffer Zwei                   |
| U+1BB3 (7091) | ᮳               | Dezimalziffer                           | links nach rechts           | SUNDANESE DIGIT THREE                | Sundanesische Ziffer Drei                   |
| U+1BB4 (7092) | ᮴               | Dezimalziffer                           | links nach rechts           | SUNDANESE DIGIT FOUR                 | Sundanesische Ziffer Vier                   |
| U+1BB5 (7093) | ᮵               | Dezimalziffer                           | links nach rechts           | SUNDANESE DIGIT FIVE                 | Sundanesische Ziffer Fünf                   |
| U+1BB6 (7094) | ᮶               | Dezimalziffer                           | links nach rechts           | SUNDANESE DIGIT SIX                  | Sundanesische Ziffer Sechs                  |
| U+1BB7 (7095) | ᮷               | Dezimalziffer                           | links nach rechts           | SUNDANESE DIGIT SEVEN                | Sundanesische Ziffer Sieben                 |
| U+1BB8 (7096) | ᮸               | Dezimalziffer                           | links nach rechts           | SUNDANESE DIGIT EIGHT                | Sundanesische Ziffer Acht                   |
| U+1BB9 (7097) | ᮹               | Dezimalziffer                           | links nach rechts           | SUNDANESE DIGIT NINE                 | Sundanesische Ziffer Neun                   |
| U+1BBA (7098) | ᮺ               | anderer Buchstabe, Silbe oder Ideogramm | links nach rechts           | SUNDANESE AVAGRAHA                   | Sundanesisches Avagraha                     |
| U+1BBB (7099) | ᮻ               | anderer Buchstabe, Silbe oder Ideogramm | links nach rechts           | SUNDANESE LETTER REU                 | Sundanesischer Buchstabe vokalisches R      |
| U+1BBC (7100) | ᮼ               | anderer Buchstabe, Silbe oder Ideogramm | links nach rechts           | SUNDANESE LETTER LEU                 | Sundanesischer Buchstabe vokalisches L      |
| U+1BBD (7101) | ᮽ               | anderer Buchstabe, Silbe oder Ideogramm | links nach rechts           | SUNDANESE LETTER BHA                 | Sundanesischer Buchstabe Bha                |
| U+1BBE (7102) | ᮾ               | anderer Buchstabe, Silbe oder Ideogramm | links nach rechts           | SUNDANESE LETTER FINAL K             | Sundanesischer Buchstabe Schluss-K          |
| U+1BBF (7103) | ᮿ               | anderer Buchstabe, Silbe oder Ideogramm | links nach rechts           | SUNDANESE LETTER FINAL M             | Sundanesischer Buchstabe Schluss-M          |